# 葉爾梅克·瑪爾哲克帕耶夫
葉爾梅克·波然拜吾勒·瑪爾哲克帕耶夫（羅馬化：Ermek Boranbaıuly Marjyqpaev；1969年8月29日—），哈薩克斯坦政治人物。他曾經在2015年1月6日至2019年3月19日期間擔任該國科克舍套市市長，並自2019年3月19日起出任阿克莫拉州州長。

## 早年生活和教育
瑪爾哲克帕耶夫於1969年8月29日在蘇聯哈薩克蘇維埃社會主義共和國切利諾格勒州切利諾格勒（現哈薩克斯坦努爾蘇丹）出生，大學時期於切利諾格勒師範學院（現古米廖夫歐亞國立大學）修讀歷史教育學系並在1994年順利畢業，其後更於2001年和2009年分別取得圖蘭大學法學學位以及科克舍套國立大學金融學位。

## 仕途
瑪爾哲克帕耶夫早年曾經在蘇聯陸軍服役，退役後則從事過拳擊教練、體育教師與高中歷史教師等工作。1992年，他成為「紹奈」（Шонай）公司總經理，三年後轉任「別列克-布拉拜」（Береке-Бурабай）有限責任合夥公司總裁一職長達13年，並曾於2007年至2009年期間兼任阿克莫拉州州議會議員。
2008年8月，瑪爾哲克帕耶夫擔任阿克莫拉州阿爾沙雷區區長，三年八個月後改任澤連季區區長。接著他又在2013年9月升任至阿克莫拉州副州長（專責建築、住房、公共服務和公路事務），九個月後獲調往首都阿斯塔納（現努爾蘇丹）出任哈薩克斯坦總統辦公廳國家管理、組織與領土工作司國家督察員。2015年1月6日，時任阿克莫拉州州長謝爾蓋·庫拉金簽署州長令，任命瑪爾哲克帕耶夫為州府科克舍套市市長，這次任命同時得到該市市議會支持。
2019年3月19日，哈薩克斯坦首任總統努爾蘇丹·納扎爾巴耶夫簽署第882號總統令，任命瑪爾哲克帕耶夫擔任阿克莫拉州州長。上任不足半年後瑪氏前往總統府，向第二任總統卡西姆若馬爾特·托卡耶夫匯報當時州內各項工作進度以及記錄總統下達需要處理的任務。

## 榮譽
以下是瑪爾哲克帕耶夫曾經獲得的獎章和榮譽稱號：
- 2001年：哈薩克斯坦共和國獨立10週年（Қазақстан Республикасының тәуелсіздігіне 10 жыл）紀念獎章
- 2002年：哈薩克斯坦共和國最佳企業家（Лучший предприниматель Республики Казахстан）稱號
- 2004年：傑出勞動獎章
- 2005年：哈薩克斯坦共和國憲法10週年（Қазақстан Республикасының Конституциясына 10 жыл）紀念獎章
- 2007年：哈薩克斯坦共和國旅遊業榮譽從業者（Почетный работник туризма Республики Казахстан）稱號
- 2008年：阿斯塔納10週年（Астананың 10 жылдығы）紀念獎章
- 2011年：哈薩克斯坦共和國獨立20週年（Қазақстан Республикасының тәуелсіздігіне 20 жыл）紀念獎章
- 2011年：庫爾梅特獎章

## 備註
1. ↑  羅馬化：Yermek Boranbayevich Marzhikpayev